# Quận Boone, Indiana
Quận Boone là một quận thuộc tiểu bang Indiana, Hoa Kỳ. Quận lỵ đóng tại thành phố Lebanon 6. Quận được thành lập ngày 29 tháng 2 năm 1830. Quận được đặt tên theo Daniel Boone. Theo Cục điều tra dân số Hoa Kỳ, dân số theo điều tra năm 2000 là 46.107người. Quận có diện tích 1096 km².

## Địa lý
Theo Cục điều tra dân số Hoa Kỳ, quận có diện tích km2, trong đó có km2 là diện tích mặt nước.